# Dundee Whaling Expedition

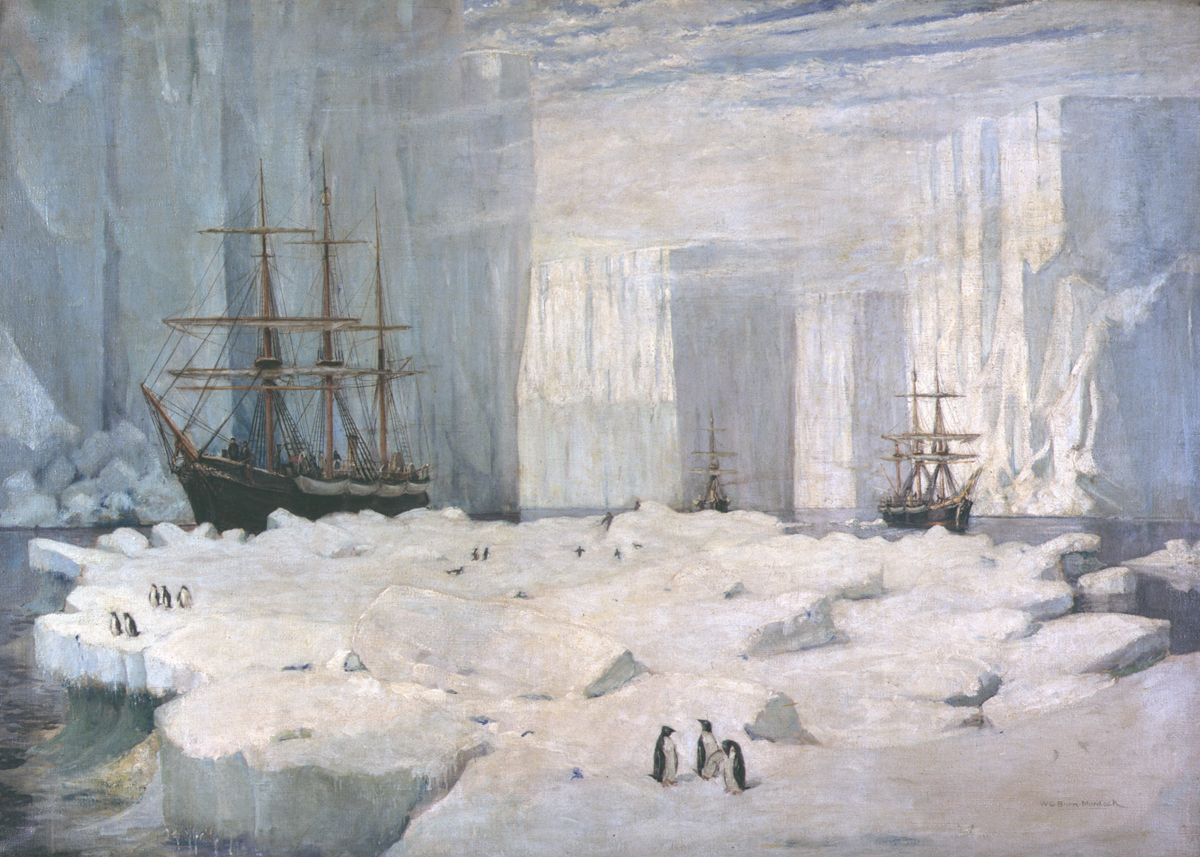
Die Dundee Whaling Expedition, gemalt von William Gordon Burn-Murdoch (1893)

Die Dundee Whaling Expedition (1892–1893) war eine Antarktisexpedition zum Zweck der Erforschung der Walfanggründe.
Am 6. September 1892 entschied eine Walfanggesellschaft aus Dundee, ein Risiko einzugehen und sandte vier dampfgetriebene Walfangschiffe – die Balaena, die Active, die Diana  und die Polar Star – ins Weddell-Meer, um Glattwale zu suchen. Am 8. Januar 1893 entdeckte Kapitän Thomas Robertson (1854–1918) von der Active die Dundee-Insel (63° 30′ S, 55° 55′ W).
Während der Pionierexpedition im Bereich der Walfängerkundung besuchte die schottische Flotte die Falklandinseln. Auf der Joinville-Inselgruppe und der nördlichen Trinity-Halbinsel führten William Speirs Bruce auf der Balaena sowie Charles W. Donald auf der Active wissenschaftliche Arbeiten durch.
Auch wenn ihnen keinen Walfang gelang, wurden große Mengen Robbenfelle und Öl geborgen.
Außerdem wurden während der Expedition die frühesten bekannten Fotografien der Antarktis aufgenommen.